# نوكودازول
النوكودازول هو عامل مضاد للورم يمارس تأثيره في الخلايا عن طريق التدخل في بلمرة الأنابيب الدقيقة. الأنابيب الدقيقة هي نوع من الألياف التي تشكل الهيكل الخلوي، وتلعب شبكة الأنابيب الدقيقة الديناميكية عدة أدوار مهمة في الخلية، بما في ذلك النقل الحويصلي، وتشكيل المغزل الانقسامي وفي انقسام السيتوبلازم. تتشابه العديد من الأدوية، بما في ذلك فينكريستين وكولسيميد، مع النوكودازول من حيث أنها تتداخل مع بلمرة الأنابيب الدقيقة.
ثبت أن عقار نوكودازول يقلل من القدرة المسببة للسرطان في الخلايا السرطانية من خلال آليات أخرى مستقلة عن الأنابيب الدقيقة. يحفز عقار نوكودازول التعبير عن LATS2 الذي يثبط بشكل قوي مسار إشارات Wnt عن طريق إلغاء التفاعل بين العوامل المساعدة النسخية المعتمدة على Wnt بيتا كاتينين وBCL9.
وهو مرتبط بالميبيندازول عن طريق استبدال حلقة البنزين اليسرى بالثيوفين.

## أبحاث علم الأحياء
نظرًا لأن النوكودازول يؤثر على الهيكل الخلوي، فإنه غالبًا ما يستخدم في تجارب علم الأحياء الخلوية كعنصر تحكم، على سبيل المثال، تسبب بعض GTPases الصغيرة السلبية المهيمنة تأثيرًا مشابهًا للنوكودازول، وغالبًا ما تعكس الطفرات المنشطة بشكل تكويني هذا التأثير أو تنفيه.
يستخدم النوكودازول بشكل متكرر في مختبرات علم الأحياء الخلوية لمزامنة دورة انقسام الخلايا. الخلايا المعالجة بالنوكودازول تتوقف عن العمل مع محتوى الحمض النووي في الطور G2 أو M عند تحليلها بواسطة قياس التدفق الخلوي. يظهر الفحص المجهري للخلايا المعالجة بالنوكودازول أنها تدخل في الانقسام الفتيلي ولكنها لا تستطيع تكوين مغازل الطور الاستوائي لأن الأنابيب الدقيقة (التي تتكون منها المغازل) لا يمكنها التبلمر. يؤدي غياب ارتباط الأنابيب الدقيقة بالخلايا الحركية إلى تنشيط نقطة تفتيش تجميع المغزل، مما يتسبب في توقف الخلية في الطور الاستوائي. بالنسبة لتجارب مزامنة الخلايا، يستخدم النوكودازول عادةً بتركيز يتراوح بين 40 إلى 100 نانوغرام/مل من وسط الثقافة لمدة 12-18 ساعة. يؤدي عادةً إيقاف الخلايا لفترة طويلة أثناء الانقسام الفتيلي بسبب علاج النوكودازول إلى موت الخلايا عن طريق موت الخلايا المبرمج.
تطبيق بيولوجي خلوي قياسي آخر للنوكودازول هو تحفيز تكوين مجموعات جولجي الصغيرة في الخلايا حقيقية النواة. يعتمد التنظيم البنيوي حول النواة لجهاز جولجي في حقيقيات النوى على حركة الأنابيب الدقيقة، ولكن تعطيل حركة عناصر جولجي من الشبكة الإندوبلازمية عن طريق العلاج بالنوكودازول (33 ميكرومول لمدة 3 ساعات) يحفز العديد من عناصر جولجي على التكون بالقرب من مواقع خروج الشبكة الإندوبلازمية. تظل هذه المجموعات الصغيرة الوظيفية من جولجي موزعة حول الخلية، غير قادرة على المتابعة إلى الأمام لتشكيل جولجي حول النواة منذ أن قام النوكودازول بتفكيك الأنابيب الدقيقة. كما يستخدم مع بروتين Mad2p كدواء مضاد للأنابيب الدقيقة.